# Savognin
Savognin (zastarale německy Schweiningen) je bývalá samostatná obec ve švýcarském kantonu Graubünden, okrese Albula. Žije zde 952 obyvatel.
K 1. lednu 2016 se na základě výsledku hlasování Savognin sloučil spolu s dalšími obcemi v údolí Oberhalbstein do nové obce Surses.

## Geografie
Savognin leží uprostřed široké kotliny Sotgôt v dolní části údolí Surses (německy Oberhalbstein).
Bývalé území obce zahrnovalo část hlavního údolí mezi Piz Arblatsch (3203 m, nejvyšší bod obce) na jihozápadě a Piz Mitgel (3159 m) na severovýchodě. Jak dokládají tři staré kostely, vesnice vznikla z několika jader: u řeky Julia, na mírně stoupajícím svahu na levé straně a podél hlavní silnice vedoucí po pravé straně. Intenzivní stavební činnost v letech 1965 až 1975 zaplnila mezery mezi částmi vesnice a také značně rozšířila osídlení na pravé straně údolí.
V roce 1997 bylo 32,7 % bývalé rozlohy obce využíváno pro zemědělství, lesy zabíraly 36,2 % a osídlení 3,0 %. Za neproduktivní bylo považováno 28,2 %.
Sousedními obcemi byly Cunter, Albula/Alvra, Filisur, Tinizong-Rona, Mulegns a Riom-Parsonz.

## Historie

Letecký pohled (1947)

Na kopci Padnal (Mot la Cresta) jižně od obce se nacházela významná osada z doby bronzové. Nálezy z několika vykopávek dokládají existenci vesnic z různých epoch, přibližně mezi lety 1800 a 1000 př. n. l. O něco výše než Padnal leží naleziště Rudnal, kde se předpokládá existence prehistorického útočiště.
Nejméně od římských dob vedly přes průsmyky Julierpass a Septimerpass důležité tranzitní trasy. Savognin se ve 13. století dostal do vlastnictví biskupa. Jako součást soudního okresu Oberhalbstein, jehož hlavním městem a místem shromáždění se Savognin stal, se obec stala členem Gotteshausbundu. Vykoupením v roce 1552 získalo údolí plnou suverenitu v rámci Svobodného státu tří spolků.
Od středověku tvořily hospodářský základ chov dobytka a průsmykový provoz. Po obdobích rozkvětu, například po odstřelení Crap Ses v roce 1777 a výstavbě silnice Julierstrasse v letech 1820 až 1840, následovaly opakované neúspěchy, naposledy kvůli silné konkurenci Gotthardské dráhy, která byla otevřena v roce 1882. Savognin se vrátil na úroveň zemědělské vesnice a zpočátku zmeškal připojení k turistickému rozvoji. V polovině 19. století byly na základě zákona o boji proti bezdomovectví naturalizovány jenišské rodiny. Teprve od roku 1960 začal rychlý vzestup k pozici turistického střediska, přičemž výstavba hotelů, prázdninových bytů a lanovek trvale změnila vzhled obce a život v ní.
Savognin se stal známým zejména pro své první rozsáhlé použití sněhových děl, a to od roku 1978.

## Obyvatelstvo

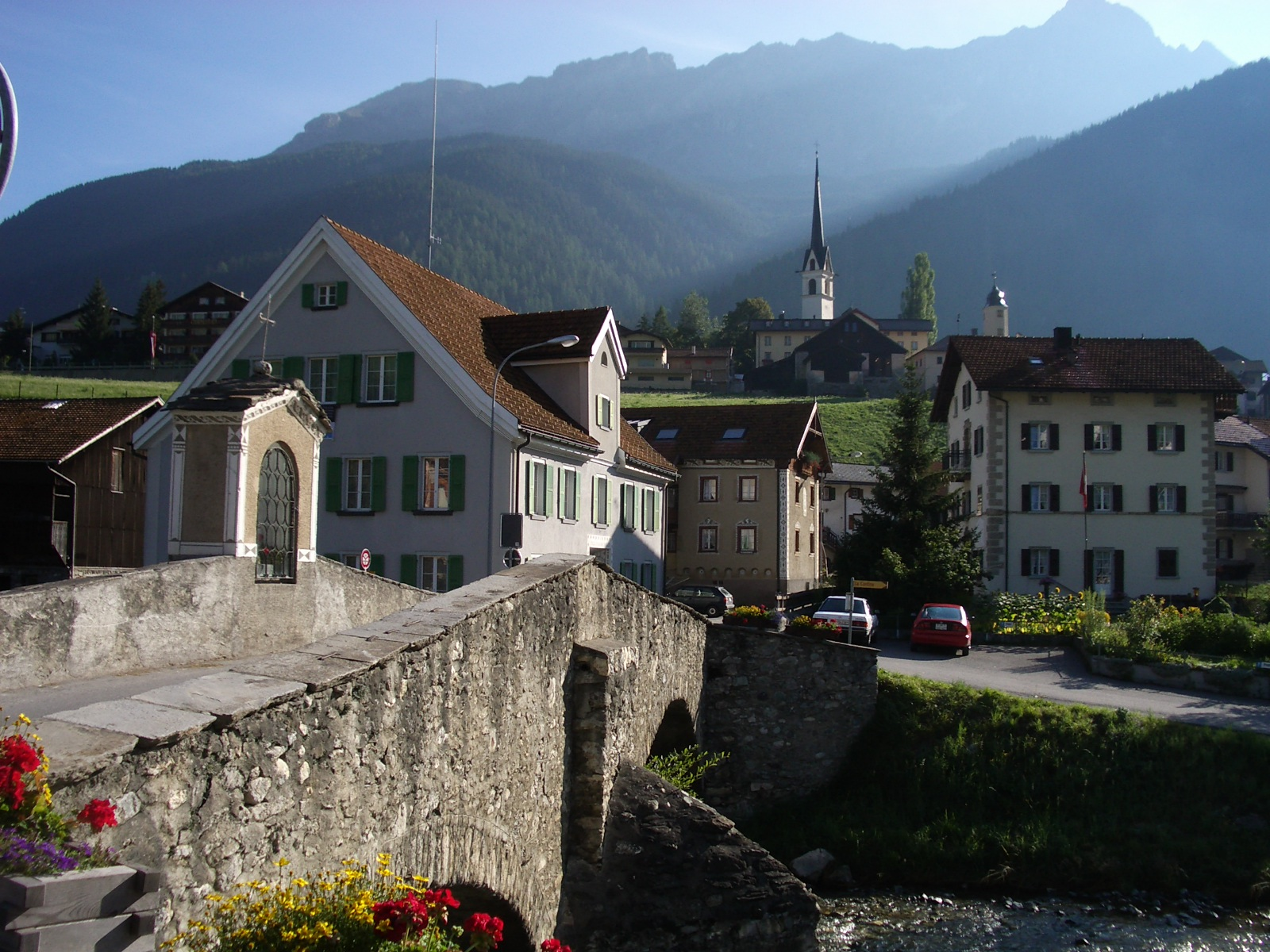
Centrum obce

| Vývoj počtu obyvatel | Vývoj počtu obyvatel | Vývoj počtu obyvatel | Vývoj počtu obyvatel | Vývoj počtu obyvatel | Vývoj počtu obyvatel | Vývoj počtu obyvatel | Vývoj počtu obyvatel | Vývoj počtu obyvatel | Vývoj počtu obyvatel | Vývoj počtu obyvatel | Vývoj počtu obyvatel | Vývoj počtu obyvatel | Vývoj počtu obyvatel |
| -------------------- | -------------------- | -------------------- | -------------------- | -------------------- | -------------------- | -------------------- | -------------------- | -------------------- | -------------------- | -------------------- | -------------------- | -------------------- | -------------------- |
| Rok                  | 1643                 | 1710                 | 1802                 | 1850                 | 1900                 | 1950                 | 1960                 | 1970                 | 1980                 | 1990                 | 2000                 | 2005                 | 2014                 |
| Počet obyvatel       | 430                  | 530                  | 365                  | 469                  | 444                  | 766                  | 632                  | 820                  | 852                  | 877                  | 882                  | 982                  | 1016                 |

### Jazyky
Původním jazykem místních obyvatel je surmiran, regionální dialekt rétorománštiny. Obec byla téměř jednojazyčná, v roce 1880 mluvilo rétorománsky 96,2 % obyvatel a v roce 1910 91,61 %. Tento podíl pak do roku 1941 klesl na 81,1 %. Od té doby rétorománština kvůli přistěhovalectví a od roku 1980 také kvůli jazykové změně masivně ztrácí na významu. V roce 1970 ještě 66,59 % obyvatel mluvilo rétorománsky, dnes je to přibližně polovina populace. Vývoj v posledních desetiletích ukazuje následující tabulka:
| Jazyky v Savogninu |                   |                   |                   |                   |                   |                   |
| Jazyk              | Sčítání lidu 1980 | Sčítání lidu 1980 | Sčítání lidu 1990 | Sčítání lidu 1990 | Sčítání lidu 2000 | Sčítání lidu 2000 |
| Jazyk              | Počet             | Podíl             | Počet             | Podíl             | Počet             | Podíl             |
| Němčina            | 212               | 24,88 %           | 274               | 31,24 %           | 323               | 36,62 %           |
| Rétorománština     | 562               | 65,96 %           | 546               | 62,26 %           | 468               | 53,06 %           |
| Italština          | 42                | 4,93 %            | 25                | 2,85 %            | 32                | 3,63 %            |
| Počet obyvatel     | 852               | 100 %             | 877               | 100 %             | 882               | 100 %             |

## Hospodářství
Savognin je sídlem obecní správy, regionální nemocnice a střední školy a tvoří centrum údolí.
Nejdůležitějším zdrojem příjmů je cestovní ruch s přibližně 200 000 přenocováními ročně. Několik lanovek společnosti Savognin Bergbahnen zajišťuje dopravu do lyžařských areálů na Piz Martegnas a v údolí Val Nandro.

## Doprava
Savognin leží na hlavní silnici č. 3 z Churu přes Lenzerheide a průsmyk Julierpass do Engadinu. Na této trase jezdí také autobusová linka Postauto. Většina spojů končí v Biviu, některé jedou až do Svatého Mořice. Další autobusová linka Postauto spojuje zajíždí do okolních vesnic Riom, Parsonz a Salouf.